# Prix Kanava
Le prix Kanava (finnois : Kanava-palkinto) est un prix littéraire décerné chaque année par la revue Kanava (fi) et par la fondation du livre d'Otava.

## Description
Le prix récompense le meilleur livre scientifique dans le domaine de la politique, société, économie, histoire ou culture finlandaise.
Il est décerné depuis 2012.

## Liste des lauréats
Les lauréats sont :
| Année | Écrivain            | Ouvrage                                            | Éditeur   | Réf.  |
| ----- | ------------------- | -------------------------------------------------- | --------- | ----- |
| 2012  | Elina Lappalainen   | Syötäväksi kasvatetut – miten ruokasi eli elämänsä | Atena     | [ 1 ] |
| 2013  | Petteri Pietikäinen | Hulluuden historia                                 | Gaudeamus | [ 1 ] |
| 2014  | Kalle Kniivilä (eo) | Putinin väkeä – Venäjän hiljainen enemmistö        | Into      | [ 1 ] |
| 2015  | Markku Kuisma       | Venäjä ja Suomen talous 1700–2015                  | Siltala   | [ 2 ] |